# 東白石駅
東白石駅（ひがししろいしえき）は、宮城県白石市白川内親（しらかわうちおや）字安久戸（あくど）にある、東日本旅客鉄道（JR東日本）東北本線の駅である。

## 歴史
もとは信号場であり、国鉄時代から長らく普通列車の「一部停車」が続いていた。駅開業前の仮称は「表蔵王駅」であった。民営化以降、おもに白石発着の列車に限り停車するようになり（そのため、白石の駅名標に「東白石」「北白川」とも書いてある）、2000年（平成12年）12月からはすべての普通列車が停車するようになった。

### 年表
- 1961年（昭和36年）
  - 3月1日：東白石信号場として開設[6]。
  - 12月20日：開業[7]。旅客のみを取り扱う駅員無配置駅[8]。
- 1987年（昭和62年）4月1日：国鉄の分割民営化により、東日本旅客鉄道の駅となる[3]。
- 2003年（平成15年）10月26日：ICカード「Suica」の利用が可能となる[9]。
- 2024年（令和6年）10月1日：えきねっとQチケのサービスを開始[1][10]。

## 駅構造
相対式ホーム2面2線を有する地上駅である。下りホームへは、仙台方にある構内踏切をわたる。以前は駅舎（待合室）の前にあった。
白石蔵王駅管理の無人駅である。簡易Suica改札機と乗車駅証明書発行機（精算機対応）が設置されている。

### のりば
| ホーム | 路線      | 方向 | 行先           |
| ------ | --------- | ---- | -------------- |
| 駅舎側 | ■東北本線 | 上り | 白石・福島方面 |
| 反対側 | ■東北本線 | 下り | 仙台方面       |

- 案内上の番線番号は設定されていない。

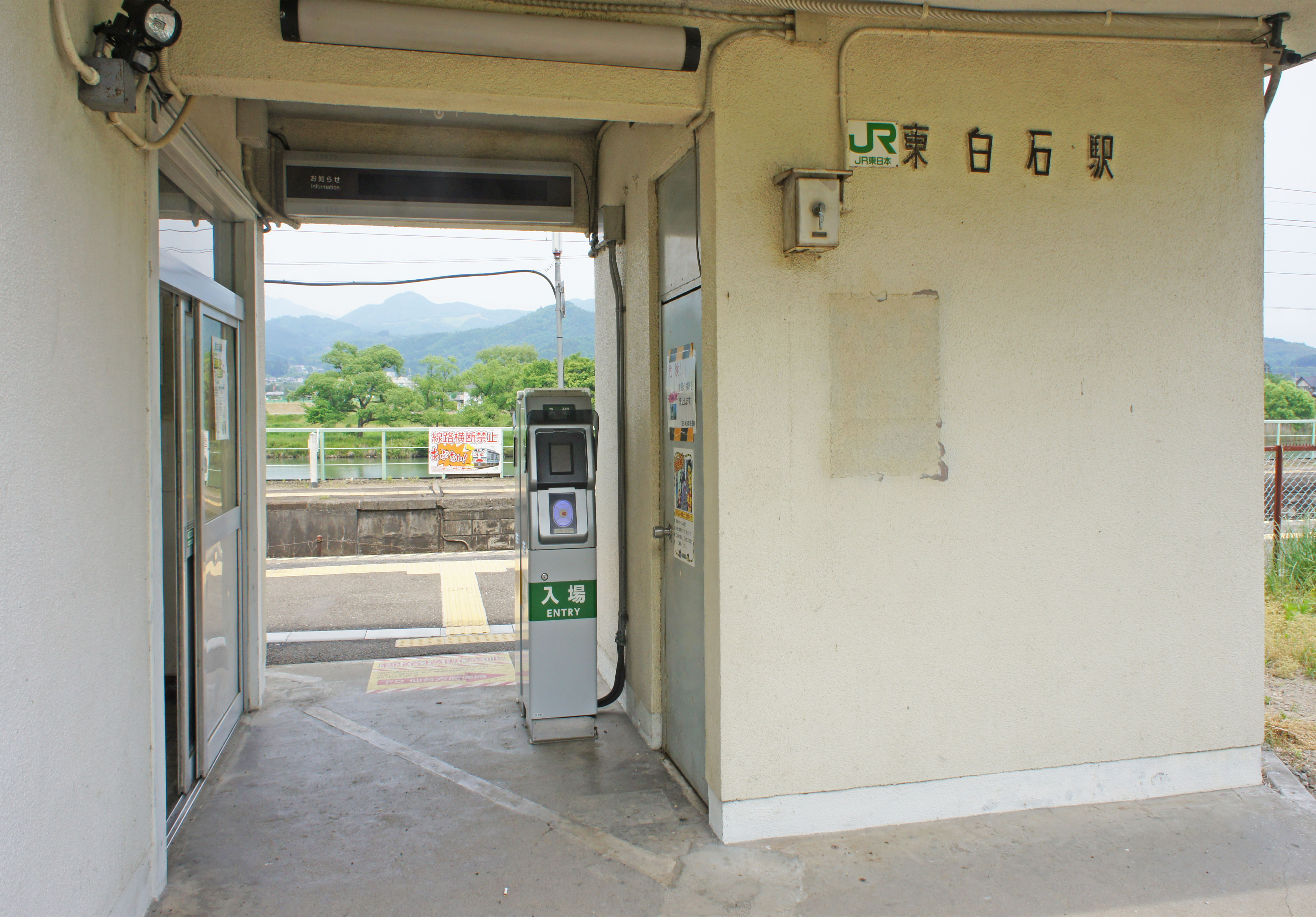
改札口（2022年5月）
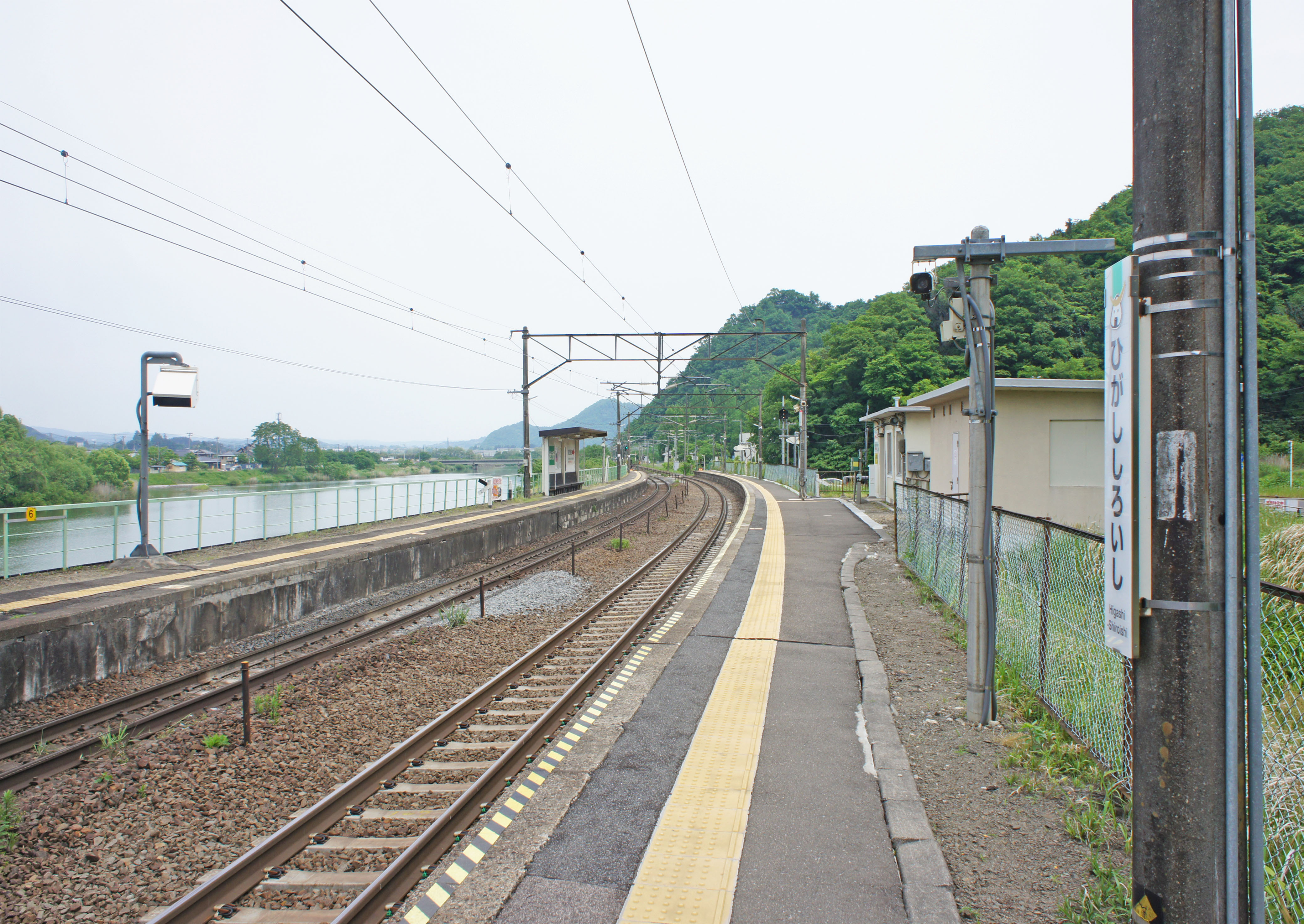
ホーム（2022年5月）
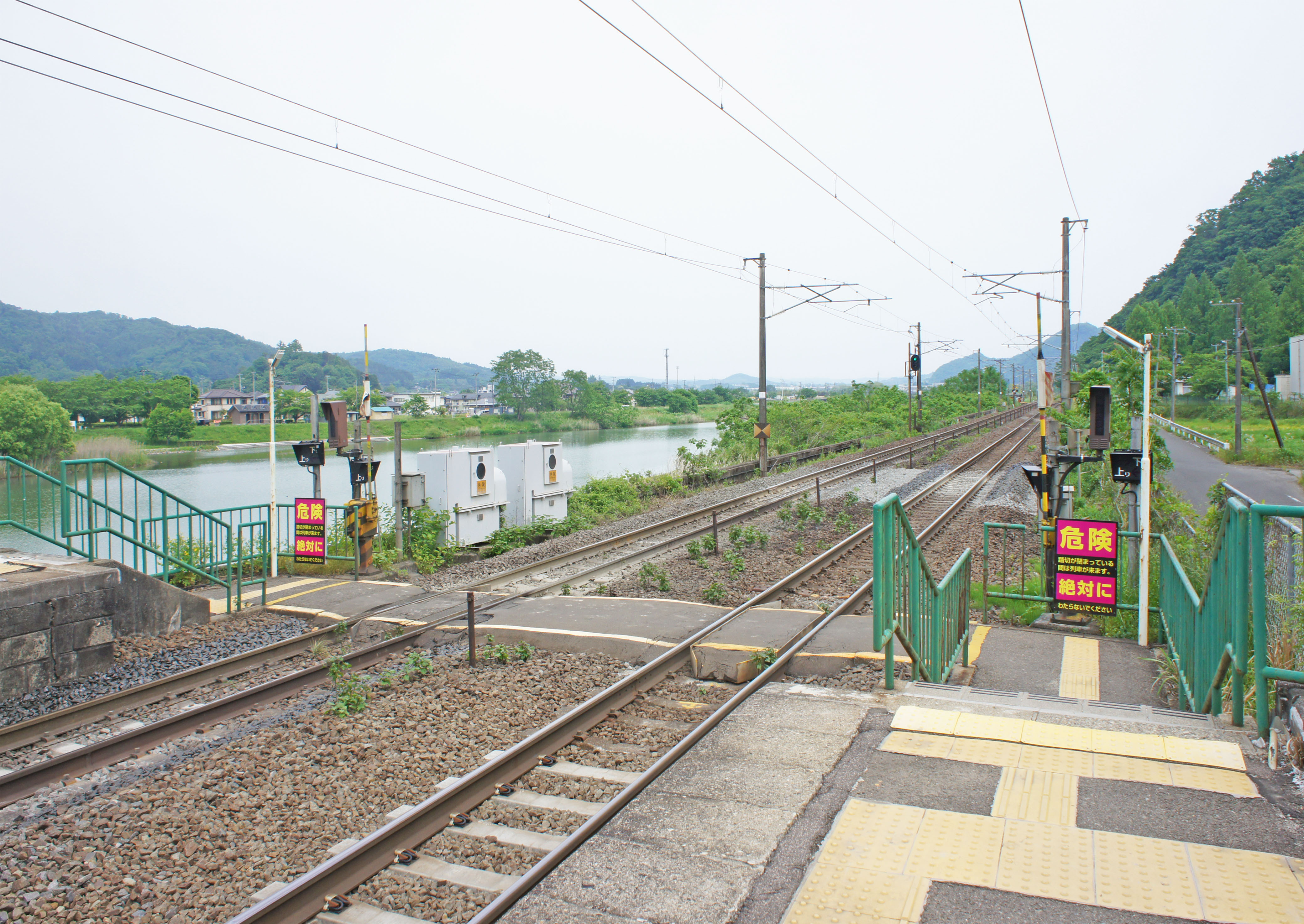
構内踏切（2022年5月）

## 駅周辺
白石川のほとりにある。駅周辺に人家は見当たらず（駅や車道から離れた場所に存在する）、利用者のほとんどは川の対岸にある蔵王町宮地区の住民、もしくは付近の施設（工場など）関係者である。
- 国道4号
- 東北自動車道 白石インターチェンジ

## 隣の駅
東日本旅客鉄道（JR東日本）
■東北本線
白石駅 - 東白石駅 - 北白川駅